# Vladislav Kondratov
Vladislav Joerjevitsj Kondratov (Russisch: Владислав Юрьевич Кондратов) (Moskou, 16 september 1971) is een voormalig basketbalspeler die speelde voor de nationale team van Rusland. Hij werd Meester in de sport van internationale klasse van Rusland.

## Carrière
Kondratov begon zijn carrière bij CSKA Moskou in 1992. Met CSKA werd hij twee keer Landskampioen van Rusland in 1993 en 1994. In 1994 ging hij naar Spartak Moskou. Na één jaar stapte hij over naar Avtodorozjnik Saratov. Met die club werd hij derde om het kampioenschap van Rusland. Na één jaar keerde Kondratov terug naar Spartak. In het seizoen 1998/99 speelde hij voor Ironi Nahariya BC in Israël en Bobry Bytom in Polen. In 1999 gaat Kondratov spelen voor Lokomotiv Mineralnye Vody. Met deze club wordt hij Bekerwinnaar van Rusland in 2000. Na het seizoen gaat hij naar Dinamo Moskou. In 2002 stapt hij over naar Arsenal Toela. In 2003 stopt hij met basketbal.

## Erelijst
- Landskampioen Rusland: 2
  - Winnaar: 1993, 1994
  - Derde: 1996
- Bekerwinnaar Rusland: 1
  - Winnaar: 2000
- Landskampioen Rusland: 1 (divisie B)
  - Winnaar: 2002
- Europees kampioenschap:
  - Zilver: 1993

4 Gorin ·
5 Sjakoelin ·
6 Soecharev ·
7 Astanin ·
8 Nosov ·
9 Bazarevitsj ·
10 Babkov ·
11 Michajlov ·
12 Karasjov ·
13 Fetisov ·
14 Panov ·
15 Kondratov ·
Coach: Selichov
· Assistent-coach: 
· Assistent-coach: 